# Soltinho
O soltinho é um gênero de dança de salão brasileiro, uma variação da dança americana swing/jazz e lindy-hop, dançado geralmente com rock que combina a ginga e a improvisação brasileira dos EUA.
Soltinho é o nome de uma dança. Não existe um gênero musical chamado "soltinho"; o que existem são músicas com as quais pode-se dançar soltinho. Essas músicas geralmente são rock clássico, disco e swing norte-americano. Algumas formas de sertanejo clássico e pop podem ser usadas também, bem como músicas de Lindy Hop e Cha-cha-cha. Mas geralmente é dançado com Rock brasileiro das décadas de 60, 70 e 80.
Chama-se soltinho porque, ao contrário de outras danças de salão, é dançado solto segurando as mãos, sem abraçar. Seu passo básico é uma abertura lateral para os dois lados. Usa predominantemente condução pelos braços, tem uma variedade de giros e abre muito espaço para improvisação.
O Soltinho surgiu nas gafieiras do Rio de Janeiro na década de 80 para dançar a dois músicas populares da época que não tinham dança correspondente. Depois se espalhou pelas escolas de dança do Brasil por seguidores de Carlinhos de Jesus e Jaime Aroxa, junto com o samba de gafieira e o bolero, popularizando-se em São Paulo na década de 90.